# داميان ماكالوسو
داميان ماكالوسو (بالإسبانية: Damián Macaluso) (مواليد 9 مارس 1980 في مونتيفيديو - أوروغواي) لاعب كرة قدم أوروغواياني يلعب حاليا لصالح نادي الدرجة الأولى نانسي الفرنسي منذ 2006 في مركز قلب الدفاع .

## روابط خارجية
- داميان ماكالوسو على موقع الاتحاد الدولي (مؤرشف)  (الإنجليزية)
- داميان ماكالوسو على موقع رابطة كرة القدم الفرنسية للمحترفين (الإنجليزية)
- داميان ماكالوسو على موقع قاعدة بيانات كرة القدم.إي يو (الإنجليزية)
- داميان ماكالوسو على موقع Soccerway.com (الإنجليزية)
- داميان ماكالوسو على موقع عالم كرة القدم.نت (الإنجليزية)